# Stazione di Ospedaletto
Stazione di Ospedaletto vasútállomás Olaszországban, Trentino-Alto Adige régióban, Ospedaletto településen.

## Vasútvonalak
Az állomást az alábbi vasútvonalak érintik:
- Trento–Velence-vasútvonal

## Kapcsolódó állomások
A vasútállomáshoz az alábbi állomások vannak a legközelebb: 
- Stazione di Strigno
- Stazione di Grigno